# 納屋
納屋（なや、英語: Barn）とは、主に別棟に建てられた物置小屋のことである。特に農家では農作物や農機具などを収納しておく小屋を指す。漁村では、舟や網を収納する小屋、もしくは若い漁師を起居させる網元が用意した小屋の事である。

## 倉庫との違い
一次産業の器具や収穫物、家庭内の消耗品や現在使わない道具を収納しておく物置小屋は「納屋」、商業的に原材料や製品などを収納する建物、他人の物を収納することを目的とした建物の場合は「倉庫」と分けられる。

## 納屋と呼ばれていた日本の建物
- 江戸時代、河岸に建てられた商業用の倉庫を納屋と呼んでいた。
- 室町時代末期、海岸近くに建てられた貸倉庫を納屋と呼んでいた。それらの貸付業務を商っていた豪商達は納屋衆（納屋貸衆）と呼ぶ。特に、堺の納屋衆が会合衆として有名である。[1]

## 日本国外の納屋
各国独自の文化と建築様式に従った農機具などを収めた納屋を建設している。石材が安い時代や文化では石材で建設されたが、大抵は木材で建てられる。現在は、金属フレームを使う場合が多い。